# Зло не постоји
Зло не постоји (перс. شیطان وجود ندارد) је драмски филм на персијском језику из 2020. године у режији и сценарију Мухамада Расулофа.

## Радња
Филм говори о четири приче које укључују смртну казну у Ирану. Мухамад Расулоф је објаснио да прати људе који преузимају одговорност за своје поступке и да је свака прича заснована на његовом сопственом искуству.

## Улоге
| Глумац              | Улога  |
| ------------------- | ------ |
| Ехсан Мирхосеини    | Хешмат |
| Шагајег Шуријан     | Разиех |
| Кавех Ахангар       | Поја   |
| Салар Камсех        | Салар  |
| Кавех Ебрахим       | Амир   |
| Реза Бахрами        | Али    |
| Дарја Могбели       | Тамине |
| Мухамад Вализадеган | Јавад  |
| Махтаб Сервати      | Нана   |
| Мухамад Седигхимехр | Бахрам |
| Џила Шахи           | Заман  |
| Баран Расулоф       | Дарја  |

## Награде
Филм Зло не постоји је светску премијеру имао на Берлинском филмском фестивалу у фебруару 2020. где је освојио Златног медведа. Фондација Farhang и UCLA Film & Television Archive су објавили филм онлајн 14. маја—10. јуна 2021. и приказан је на Филмском фестивалу у Сиднеју новембра 2021. где је добио награду. Упркос признањима, филм је забрањен у Ирану јер је тајно снимљен. Редитељ је у затвору и забрањено му је напуштање Ирана.